# Proces berliński (1864)

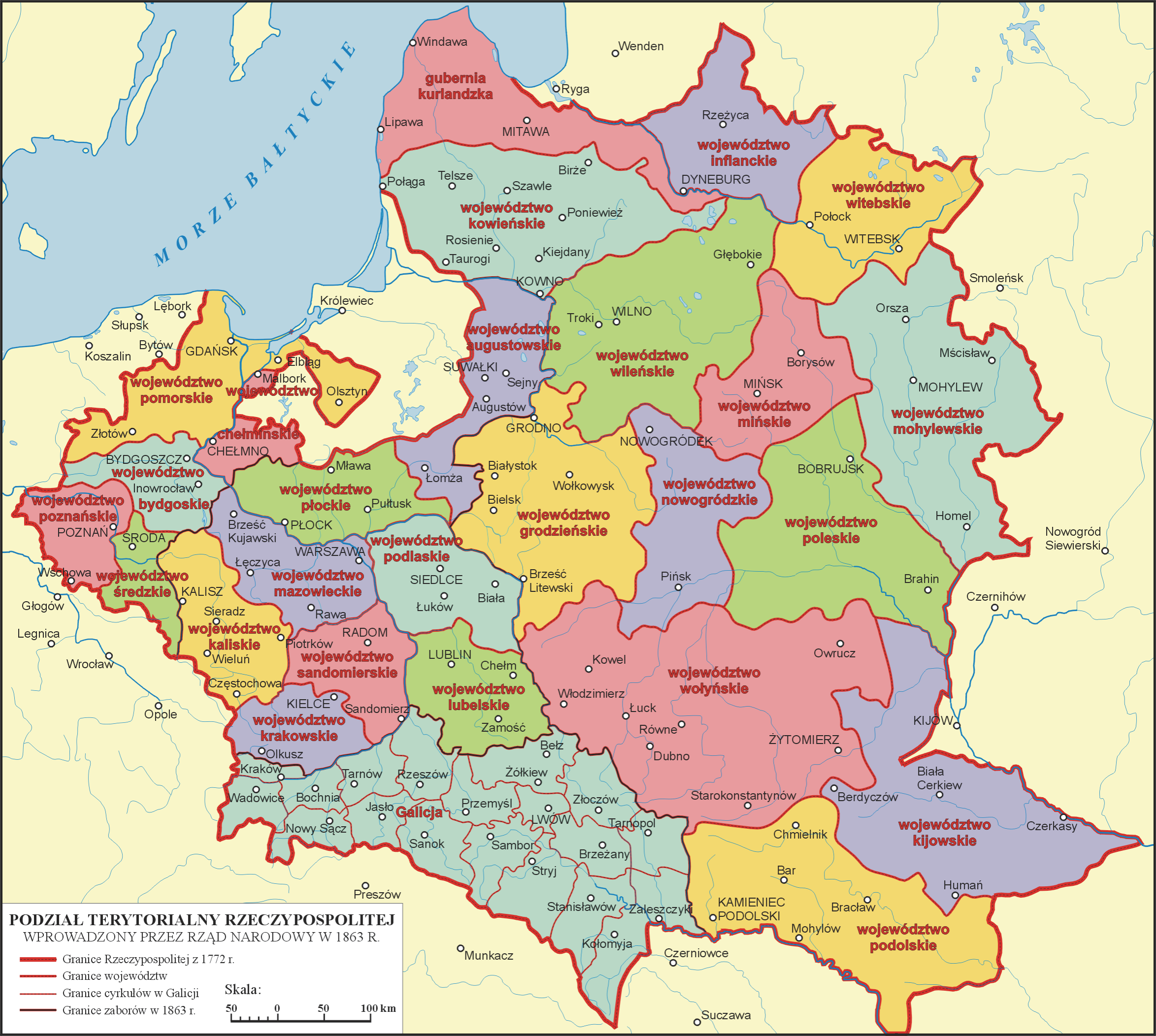
Podział administracyjny Rzeczypospolitej w granicach przedrozbiorowych wprowadzony przez Rząd Narodowy w czasie powstania styczniowego w 1863 roku, niepokój władz pruskich wzbudziło utworzenie przez powstańców polskiej administracji w zaborze pruskim

Proces berliński (1864) – proces prowadzony od 7 lipca do 23 grudnia 1864 roku przed trybunałem państwa w Berlinie przeciwko 149 osobom, uczestnikom powstania styczniowego lub niosącym pomoc powstańcom (m.in. Janowi Kantemu Działyńskiemu, Władysławowi Niegolewskiemu, Edmundowi Callierowi, Edmundowi Taczanowskiemu, Władysławowi Bentkowskiemu, Witalisowi Walterowi), oskarżonym o zdradę stanu i zamiar oderwania siłą terytoriów należących do Rzeczypospolitej w roku 1771. Proces zakończył się zaocznym skazaniem na karę śmierci Działyńskiego i 10 innych osób. Reszta oskarżonych otrzymała wyroki więzienia.